# Earias smaragdina
Earias smaragdina är en fjärilsart som beskrevs av Butler 1886. Earias smaragdina ingår i släktet Earias och familjen trågspinnare. Inga underarter finns listade i Catalogue of Life.